# تأثیر نخستین (روانشناسی)
تأثیر نخستین یا برداشت نخستین (first impression) در روان‌شناسی، تصویر ذهنی و برداشتی است که یک فرد در نخستین مواجهه با فرد دیگر نسبت به او پیدا می‌کند. دقت این تأثیر به شخص نگرنده و همین‌طور به فرد، شی یا صحنه مقابل بستگی دارد. این تأثیر اولیه ناشی از گستره‌ی وسیعی از ویژگی‌ها است، از جمله: سن، نژاد، فرهنگ، زبان، جنسیت، ظاهر فیزیکی، لهجه، صدا، تعداد افراد حاضر، وضعیت اقتصادی، و مدت زمان تحلیل. این تأثیر اولیه که یک فرد به سایرین القا می‌کند، می‌تواند تاثیر زیادی بر روی نحوه رفتار با وی و درک وی در بسیاری از شرایط زندگی روزمره داشته باشد.